# David Proctor
David Proctor (Chiswick, 26 dicembre 1951 – 15 novembre 2000) è stato un calciatore inglese naturalizzato canadese, di ruolo attaccante.

## Carriera
Nella stagione 1974 viene ingaggiato dagli statunitensi del Denver Dynamos, franchigia della North American Soccer League, che però cederanno a stagione in corso ai Rochester Lancers. Con i Lancers non riesce però a superare al fase a gironi del torneo.
Nelle due stagioni seguenti è in forza ai Miami Toros, con cui nella North American Soccer League 1975 raggiunge le semifinali del torneo, perse contro i futuri campioni del T.B. Rowdies. 
Nella stagione 1977 Proctor passa ai Ft. Lauderdale Strikers, con cui dopo aver vinto la propria divisione giunge a disputare i quarti di finale del torneo, persi contro i futuri campioni del N.Y. Cosmos.
Nel 1978 è invece ai Washington Diplomats, con cui raggiunge gli ottavi di finale della competizione.